# Adolphe Fourier de Bacourt
Pour les articles homonymes, voir Fourier.
Louis Adolphe Aimé Fourier, comte de Bacourt, né à Nancy le 17 mars 1801 et mort dans la même ville le 24 avril 1865, est un diplomate français.

## Biographie

### Famille
Lointain neveu du Bienheureux Pierre Fourier (+1640), fondateur de la Congrégation Notre-Dame,  qui se dévoue à l'enseignement des jeunes filles et du jésuite Jean Fourier qui fut le directeur spirirituel de François de Sales, Louis Adolphe Aimé Fourier de Bacourt est le cinquième enfant d'une fratrie de six et le troisième fils de François-Godefroy Fourier, seigneur de Bacourt, lieutenant civil et criminel au Bailliage de Nomeny  (Lorraine) et de Marie-Anne de Maillart. . Il est l'oncle maternel de Marie Le Harivel de Gonneville, comtesse Joseph-Arundel de Mirabeau et le grand-oncle - et parrain - de la romancière Gyp.

### Carrière et vie mondaine

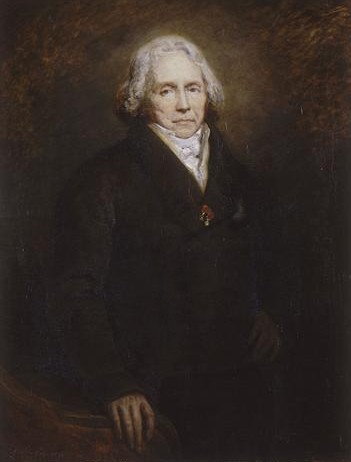
Le prince de Talleyrand (1828)

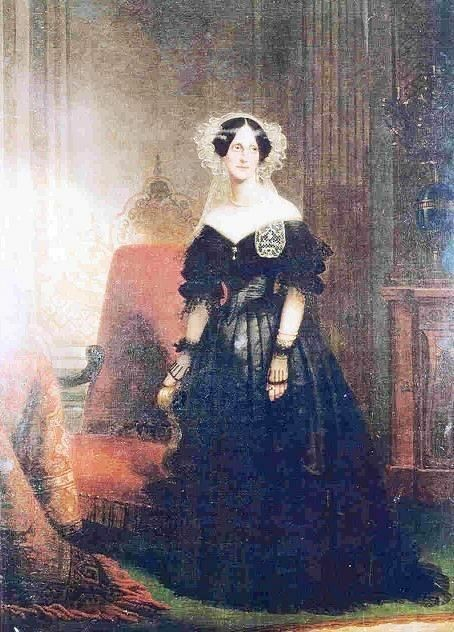
Dorothée de Courlande, duchesse de Dino

## Stockholm et La Haye
Remarqué pour ses talents, il est nommé en 1822 attaché à la légation française auprès de la cour de Suède où règne l'ex-maréchal Bernadotte puis l'année suivante attaché à l'ambassade française à La Haye, capitale du récent Royaume des Pays-Bas, deux pays avec lesquels la France de la Restauration entretient des relations complexes. 
Démis après les Trois Glorieuses, il est rapidement renommé à ce poste afin de pallier les déficiences de son successeur, Louis François Bertin de Vaux.

## Londres et ... Périgord
Il est alors nommé second secrétaire d'ambassade à Londres où l'ambassadeur en titre est le célèbre Charles Maurice de Talleyrand-Périgord, un des plus fameux diplomates de l'époque dont la mission ardue est de faire régner une parfaite entente entre le gouvernement de Louis-Philippe Ier et celui du roi Guillaume IV du Royaume-Uni. La collaboration entre les deux hommes sera  sans nuage et si fructueuse que, peu avant sa mort en 1838, l'ambassadeur choisisse Adolphe de Bacourt comme exécuteur testamentaire.
Talleyrand dira de lui :
« Je connais peu de gens dont l'esprit puisse être comparé à celui de monsieur de Bacourt, je n'en ai rencontré aucun d'aussi honnête ».
Adolphe Fourier de Bacourt se liera également d'une étroite amitié sinon plus avec la nièce par alliance de l'ambassadeur Dorothée, duchesse de Dino, qui sera aussi sensible au charme de ce « grand garçon mince, d'un si joli physique, d'une extrême élégance et d'une intense drôlerie » de huit ans son cadet. Cette amitié durera jusqu'à la mort de celle-ci en 1862. Bacourt remet la duchesse sur le chemin de la Foi en 1833. Il l'assiste en 1862 lors de ses derniers instants et sera également son exécuteur testamentaire.
La duchesse écrira :
« Il est plaisant d'être aimée par des âmes chrétiennes car elles ont une fidélité qui n'appartiennent qu'à elles. »

## Carlsruhe
Le prince de Talleyrand ayant pris sa retraite, le fait nommer en 1835 au poste stratégique d'ambassadeur auprès du Grand-duché de Bade à Carlsruhe. Les souverains de ce pays frontalier doivent beaucoup à l'ex-empereur Napoléon Ier dont la fille adoptive Stéphanie de Beauharnais, veuve du grand-duc Charles II, princesse respectée, pourrait être un soutien du camp Bonapartiste. En effet, Le prétendant bonapartiste a trouvé refuge dans le grand-duché et fomenté un coup d'état.  C'est aussi dans ce grand-duché que se trouve la station thermale de Baden-Baden où se côtoient les princes et chefs d'État européens. Bacourt est chargé de monter la garde.

## Turin et Washington
En 1840, Adolphe de Bacourt est nommé chevalier de la Légion d'honneur, puis ambassadeur de France à Washington jusqu'en 1842 puis à Turin en 1847. 
Nommé grand officier de la Légion d'honneur en 1843 et Pair de France par le roi des Français, Louis-Philippe Ier, il est proche du parti orléaniste, ce qui lui vaut d'être démis de ses fonctions sous la Seconde République par le ministre Alphonse de Lamartine en 1849.

## Sagan, l'Europe et la Lorraine
Il partagera sa retraite entre Sagan, château de la duchesse de Dino en Silésie prussienne, les villes d'eau allemandes où il sera un proche de la francophile reine de Prusse Augusta de Saxe-Weimar-Eisenach et de la grande-duchesse douairière Stéphanie de Bade qu'il avait connu en tant qu'ambassadeur et Nancy, où il habite l'hôtel que lui a légué son parrain au 8, Place de la Carrière. Bien qu'ayant fréquenté les plus jolies femmes du monde et doté d'un charme certain, il ne s'est jamais marié. 

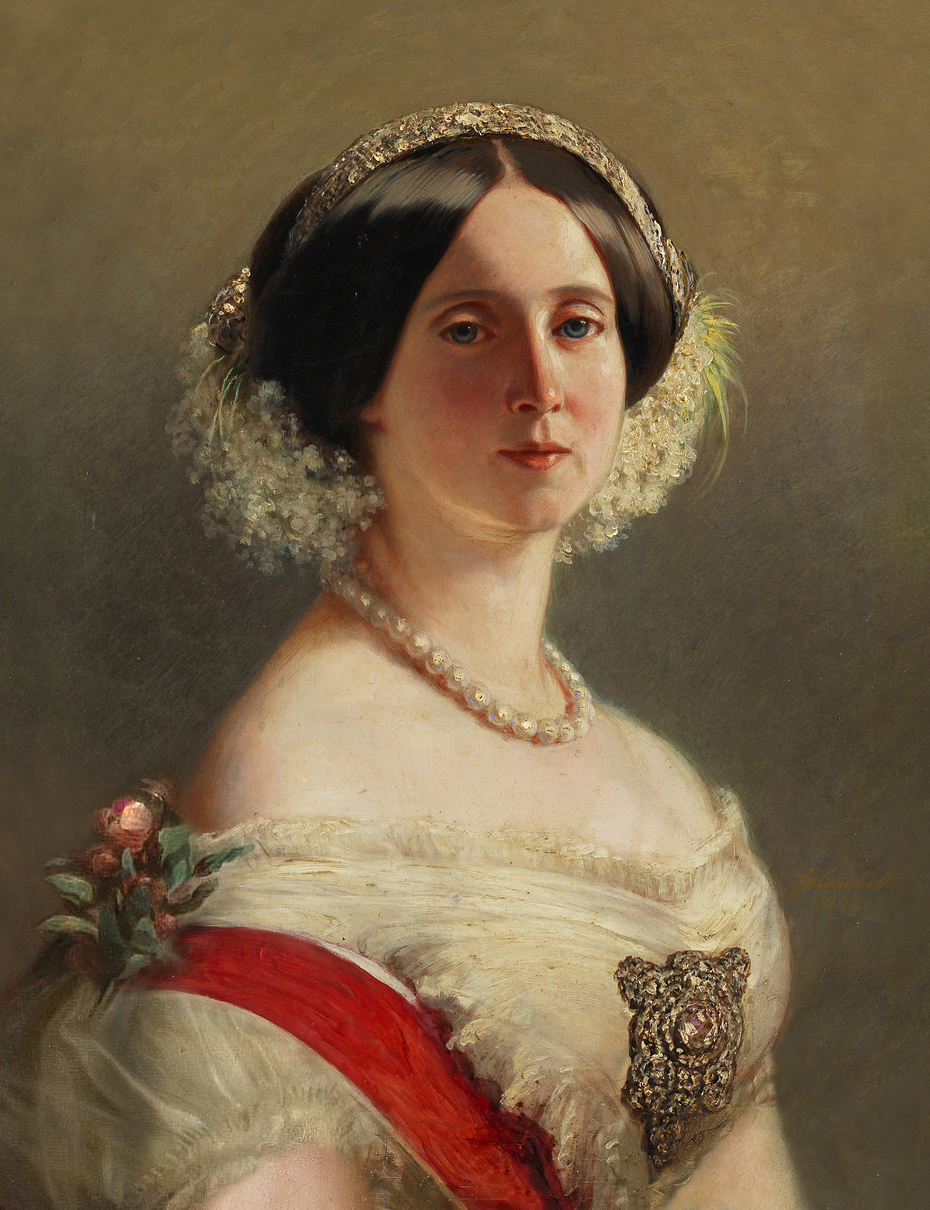
La reine Augusta de Prusse, princesse libérale et francophile.
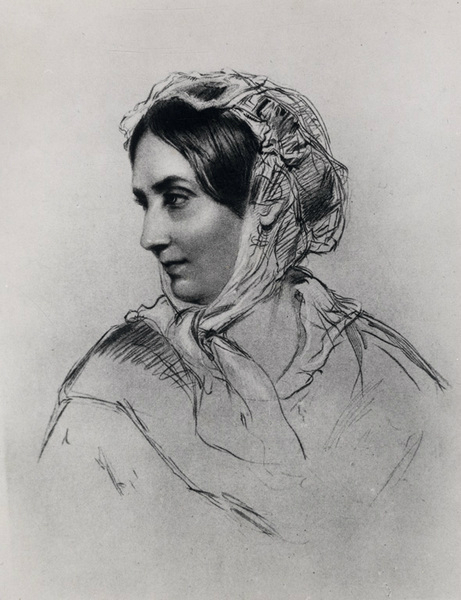
Stéphanie de Beauharnais, grande-duchesse douairière de Bade, cousine de l'empereur Napoléon III, "douairière, mais douairière fort jeune et fort jolie" (+1860).
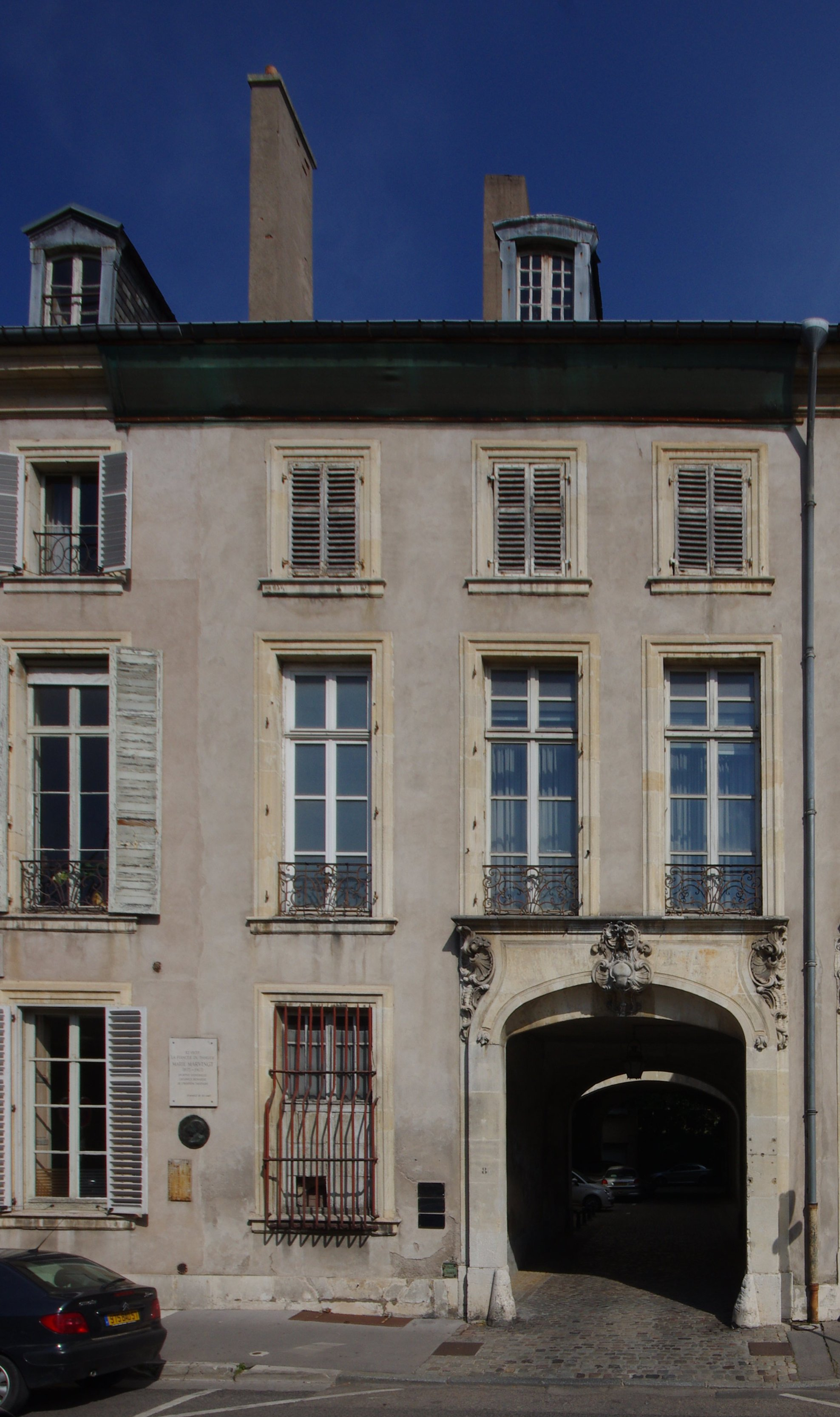
Entrée de l'Hôtel de Bacourt à Nancy.
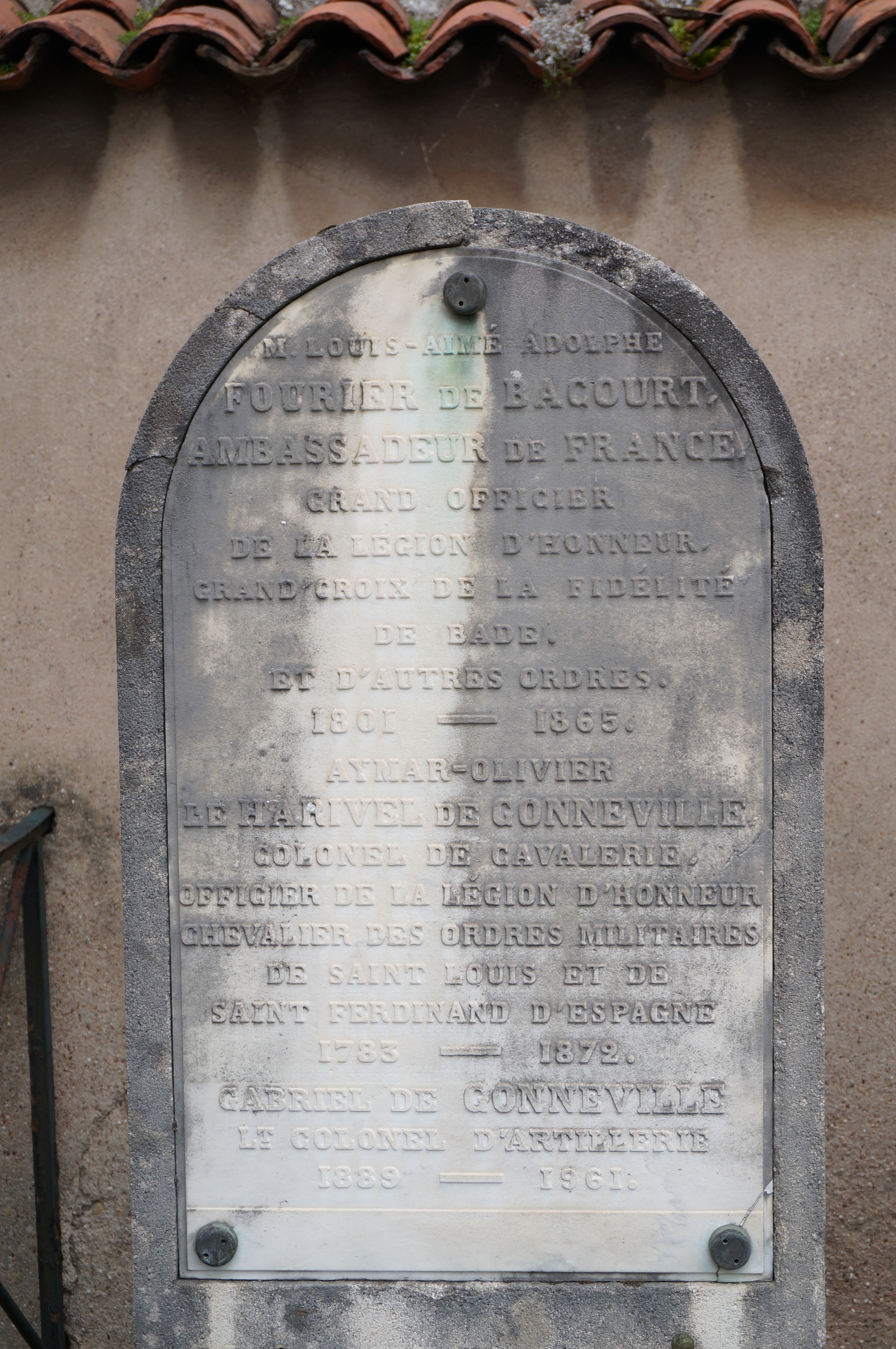
Tombe d’Adolphe Fourier de Bacourt, cimetière de Préville, Nancy.

Adolphe de Bacourt mourra à Nancy en 1865 à l'âge de 64 ans et repose au Cimetière de Préville. Il laissa des Mémoires sur sa vie et celle du prince de Talleyrand ainsi qu'une publication d'une partie de la correspondance de Mirabeau.